# Torngat
Torngat (fr. Monts Torngat, ang. Torngat Mountains) – łańcuch górski w Kanadzie, na granicy między prowincjami Quebec oraz Nowa Fundlandia i Labrador. Około 56% powierzchni łańcucha mieści się w Quebecu, a 44% w Nowej Fundlandii i Labradorze, ponadto niewielki fragment (mniej niż 1%) znajduje się na należącej do terytorium Nunavut wyspie Killiniq. Góry Torngat obejmują 30 067 km² powierzchni i rozciągają się od Cape Chidley na północy po fiord Hebron na południu. Są najwyższym łańcuchem górskim we wschodniej Kanadzie.
Nazwa Torngat oznacza w języku inuktitut „miejsce duchów”.